# Hippomorpha
Los hipomorfos (Hippomorpha, del griego: hippos, "caballo". y morphé, "forma" "Con forma de caballo") son un suborden de mamíferos perisodáctilos, que incluye un solo género actual, Equus, pero que a lo largo del Cenozoico fue muy próspero y diverso, con innumerables géneros, hoy extintos.
En la actualidad sobreviven solo siete especies, todas del género Equus; dos de ellas domésticas, el caballo (Equus caballus) y el asno (Equus asinus) y cinco salvajes, el asno africano (Equus africanus), el onagro (Equus hemionus), y tres cebras (Equus quagga, Equus grevyi y Equus zebra).

## Taxonomía
Los hipomorfos se subdividen en las siguientes superfamilias y familias:
Suborden Hippomorpha
Superfamilia Pachynolophoidea †
Familia Pachynolophidae †
Superfamilia Equoidea
Familia ?Indolophidae †
Familia Palaeotheriidae †
Familia Equidae